# Karl Axel Fryxell
Karl Axel Fryxell, född 1 november 1873 i Karlstad, död 3 juni 1935 i Hedvig Eleonora församling, Stockholm, var en svensk ämbetsman. Han var sonson till Anders Fryxell.

## Biografi
Karl Axel Fryxell blev filosofie doktor i Uppsala 1900 och avlade juris kandidatexamen där 1902. Han var sekreterare i Kommerskollegium 1906–1910, därefter expeditionschef i Finansdepartementet 1910–1913 och generaldirektör för Kommerskollegium från 1913 till 1935. Under Fryxells ledning utvecklades Kommerskollegium till ett modernt ämbetsverk med stor betydelse för det svenska näringslivet.
Han anlitades flitigt för offentliga uppdrag, och var ledamot av Statens livsmedelskommission 1914, ordförande i Tull- och traktatkommittén 1920–1923, var vice ordförande i Rikskommissionen för ekonomisk försvarsberedskap från 1928 samt ordförande i 1932 års kommitté för utredandet av handelspolitiken och den svenska exporten. Vid förhandlingar med främmande makter angående handelsfrågor intog Fryxell ofta en ledande ställning bland de svenska förhandlarna, bland annat vid förhandlingar med Danmark och Norge angående ekonomiskt samarbete, med Finland angående sjöfartstraktater och förbättrade kommunikationer och vid traktatförhandlingar med Tyskland och Frankrike.
Karl Axel Fryxell var handelspolitisk expert vid Genuakonferensen 1922. Han var ordförande i Föreningen Norden 1925–1928. Han utsågs av Sveriges regering till ordförande för Handelshögskolan i Stockholms direktion,  Handelshögskolan i Stockholms högsta verkställande organ, 1924–1935.
Fryxell invaldes 1919 som förste hedersledamot av Kungl. Ingenjörsvetenskapsakademien. Han är begravd på Uppsala gamla kyrkogård.

## Utmärkelser

### Svenska utmärkelser
- Kommendör med stora korset av Nordstjärneorden, 6 juni 1924.[1]
- Kommendör av första klassen av Nordstjärneorden, 6 juni 1916.[2]
- Riddare av Nordstjärneorden, 1911.[3]
- Kommendör av första klassen av Vasaorden, 6 juni 1921.[4]
- Riddare av första klassen av Vasaorden, 1910.[5]

### Utländska utmärkelser
- Storkorset av Danska Dannebrogorden, tidigast 1921 och senast 1925.[6][7]
- Kommendör av första graden av Danska Dannebrogorden, tidigast 1915 och senast 1921.[6][8]
- Kommendör av första klassen av Norska Sankt Olavs orden, tidigast 1915 och senast 1921.[6][8]
- Riddare av Österrikiska Frans Josefsorden, senast 1915.[8]

### Webbkällor
- Fryxell, Karl Axel i Vem är det 1933
- Fryxell, Karl Axel på SvenskaGravar.se